# On va nulle part et c'est très bien
Pour plus de détails, voir Fiche technique et Distribution.
On va nulle part et c'est très bien est un film français réalisé par Jean-Claude Jean et sorti en 1998.

## Synopsis
Un ouvrier ayant perdu son travail quitte la France pour aller en Finlande d'où sa femme est originaire. Ils rencontrent deux zonards qui les suivent dans leur périple.

## Fiche technique
- Réalisation : Jean-Claude Jean
- Scénario : Jean-Claude Jean
- Photographie : Jérôme Krumenacker
- Musique : Catherine Marchand
- Montage : Valérie Deschênes
- Genre : comédie dramatique
- Durée : 95 minutes
- Dates de sortie: 
  - 12 août 1998

## Distribution
- Katia Tchenko : Linntou
- Maurice Lamy : Momo
- Gérard Touratier : Gérard
- Régis Ivanov : 	Régis
- Gaëlle Malhouin : Laurence
- Volodia Ivanov : Volo
- Lara Ivanov : Lara
- Laurent Claret : le cadre
- Philippe Gouinguenet : Edmond
- Myriam Amarouchene : la jeune femme
- Bruno Leonelli : le jeune homme
- Marie-Françoise Audollent : la mère

## Critiques
Pour Libération, le film est un « road movie social qui exploite mal plusieurs bonnes idées ».

## Distinctions
- Grand prix du festival de Barcelone[2]